# Gloster Gamecock
A Gloster Gamecock együléses, kétfedelű brit vadászrepülőgép volt az 1920-as években. 1925-ben repült először, és 1926-ban állították szolgálatba. A Gamecock volt a Brit Királyi Légierő utolsó faépítésű vadászgépe.

## Története

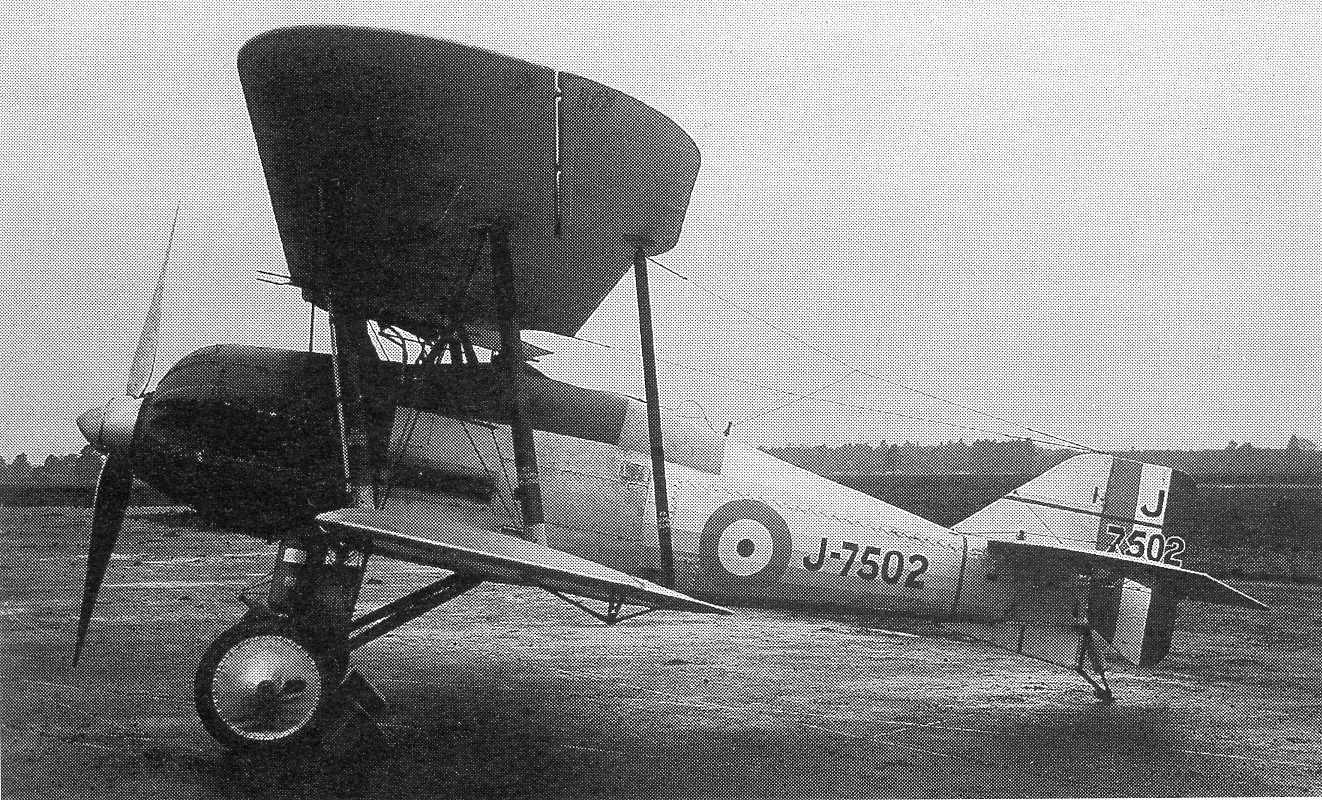
Gamecock Napier Lion motorral felszerelve, 1925-26 telén

A Gamecockot a Gloster Gerbe-ből fejlesztették ki, a két típus között a Gamecock Bristol motorja jelentette a legnagyobb változást. A Mark I változat rövid ideig szolgált a Brit Királyi Légierőben, mert magas volt a típus baleseti aránya. A Mark II-es változaton orvosolták ezeket a hiányosságokat, hosszabb lett a felső szárny és módosították a vezérsíkot is.
A típus szolgált a Finn Légierőben is, 3 példányt a britek szállítottak le nekik, 15 darabot pedig licencben gyártottak. A Gamecockot a finnek Kukko néven állították szolgálatba. A téli háborúban is bevetették.

## Változatai
- Gamecock Mk I : Együléses vadászgép, 90 darabot gyártottak a RAF részére.
- Gamecock Mk II : Együléses vadász módosított szárnnyal és vezérsíkkal. 3 darabot a finnek vásároltak meg, további 15-t licencben gyártottak.
- Gamecock Mk III : Módosított Gamecock Mk II, amelyet hosszabb repülőgéptörzzsel láttak el, egy példány készült belőle.
- Gambet : A Gamecock tengerészeti változata, mely repülőgép-hordozóról üzemelhetett. Licencben gyártották a Japán Császári Haditengerészet számára Nakajima A1N néven.

## Fordítás
Ez a szócikk részben vagy egészben  a   Gloster Gamecock című angol Wikipédia-szócikk ezen változatának fordításán alapul.  Az eredeti cikk szerkesztőit annak laptörténete sorolja fel. Ez a jelzés csupán a megfogalmazás eredetét és a szerzői jogokat jelzi, nem szolgál a cikkben szereplő információk forrásmegjelöléseként.